# Les Grands Moments (film)
Pour les articles homonymes, voir Les Grands Moments.
Pour plus de détails, voir Fiche technique et Distribution.
Les Grands Moments est un film français réalisé par Claude Lelouch, sorti en 1965.
Ce film, suite directe d'Une fille et des fusils, a été tourné sur le mode d'une parodie de James Bond.

## Synopsis
les 4 prisonniers racontent leurs histoires comment ils sont arrivés.

## Fiche technique
- Titre : Les Grands Moments
- Réalisation : Claude Lelouch
- Décors : Robert Luchaire
- Photographie : Jean Collomb
- Montage : Claude Barrois
- Producteur : Pierre Braunberger, Claude Lelouch
- Directeur de production : Roger Fleytoux
- Sociétés de production : Films 13, Les Films de la Pléiade
- Pays de production :  France
- Format : Noir et blanc - 2,35:1 - Mono - 35 mm - Procédé cinématographique Franscope
- Genre : Comédie, Film parodique
- Durée : 85 minutes
- Métrage : 2653 mètres (Italie)
- Date de sortie : France : 1965

## Distribution
- Janine Magnan : Janine
- Jean-Pierre Kalfon : Jean Mafitte
- Pierre Barouh : Karl Martin
- Jacques Portet : Jacques Framm
- Amidou : Roger Amy

## Autour du film
- Après quatre essais infructueux l'amenant à détruire les négatifs de ses premiers films, Claude Lelouch venait en 1964 d'obtenir enfin le succès et la reconnaissance avec Une fille et des fusils pourtant tourné en 15 jours[réf. souhaitée]. Les Grands Moments en est la suite, parodiant la mode des James Bond en vogue à l'époque, mais le film ne trouva pas de distributeur, ce que Lelouch vécut très mal, détruisant à nouveau les négatifs du film pour qu'il ne puisse jamais plus être montré. Lelouch partit en voiture en roulant toute la nuit, s'arrêta par hasard à Deauville, et observa de loin un couple sur la plage qui lui donna l'idée d'un nouveau film. Ce fut Un homme et une femme...
- Janine Magnan était la compagne d'alors de Lelouch.